# Canóvanas (Canóvanas)
Canóvanas es un barrio ubicado en el municipio de Canóvanas en el Estado Libre Asociado de Puerto Rico. En el Censo de 2010 tenía una población de 22420 habitantes y una densidad poblacional de 844,94 personas por km².

## Geografía
Canóvanas se encuentra ubicado en las coordenadas 18°21′26″N 65°54′26″O / 18.35722, -65.90722. Según la Oficina del Censo de los Estados Unidos, Canóvanas tiene una superficie total de 26.53 km², de la cual 26.35 km² corresponden a tierra firme y (0.7%) 0.19 km² es agua.

## Demografía
Según el censo de 2010, había 22420 personas residiendo en Canóvanas. La densidad de población era de 844,94 hab./km². De los 22420 habitantes, Canóvanas estaba compuesto por el 57.33% blancos, el 25.31% eran afroamericanos, el 1.1% eran amerindios, el 0.23% eran asiáticos, el 0% eran isleños del Pacífico, el 13.21% eran de otras razas y el 2.81% pertenecían a dos o más razas. Del total de la población el 98.89% eran hispanos o latinos de cualquier raza.